# 新細明體
細明體和新細明體是Microsoft Windows作業系統中內附的繁體中文字型，由威鋒數位（原名華康科技）模仿本蘭明朝體而製作，故又常稱「華康細明體」。目前最新的版本為7.03，字符數量為28,974個（包括符號、日文假名、希臘字母、俄語字母，不包括韓文），另加「細明體_HKSCS」造字4,886個。Windows 10開始，則是以選用功能中文（繁體）補充字型的方式提供，會隨時更新。
起初只有細明體（在不能顯示繁體中文字型名稱或預設編碼並非繁體中文的系統，會顯示為MingLiU），內附ASCII字元為等宽字体，而不利於顯示英文內容，於是後來推出新細明體（PMingLiU），當中的ASCII字元改為比例字体，並以TTC技術包裹於同一檔案mingliu.ttc，以共用中文字符，節省空間。
细明体额外通过更新包的形式在另一个字型文件内提供了中日韩统一表意文字扩展区B的字符，并命名为细明体-ExtB。后来细明体-ExtB也增加了中日韩统一表意文字扩展区C及中日韩统一表意文字扩展区D的字符，但是字型名称仍然沿用“细明体-ExtB”。
新細明體使用的筆劃組字內含蘋果公司軟件專利之字型修飾技術，當用於開源自由軟件上會發生「碎字」問題。2011年，FreeType網站聲稱相關專利已失效，現時FreeType會預設啟用TrueType。

## 編碼
細明體原來只支援代碼頁950（Code page 950）（Big5碼 + 部份倚天字符）編碼，至 Windows NT、Windows 2000 開始同時支援Unicode 並提供 Unicode 1.1 版本內所有台灣字源（T-Source）的字；及後 Windows 2000 SP4及Windows XP則提供所有正簡漢字。

## 字形

上為3.21版以前的字形，下為5.03版開始的字形

細明體原本採用接近傳統明体的字形，有些人稱作舊字形或傳承字形，有些人稱之為康熙字典體，如取「靑」不取「青」、取不取、取不取、取不取、取不取、取「⺬」不取「⺭」。只有少數字有差異，例如「音」、「意」、「竟」的頂部用了一豎，嚴格來說應該像字使用橫筆。
後來在Windows 95因為Unicode將部份字的傳統寫法與從俗寫法分開編碼，大五碼碼位一律被編到Unicode的從俗寫法，於是部份字被俗字「青」、「既」、「俞」、「⺭」取代。要使用傳統正確字形，用戶須重新輸入並選取適當字元。但由於Unicode並未有將所有使用這些部件的字的傳統寫法和從俗寫法分開編碼，部份字如「請」等則維持使用傳統寫法「円」，「禮」等偏旁亦維持傳統寫法「⺬」。而「清」等則被「月」取代，「神」等偏旁則被「⺭」取代。此外，部分新細明體的部件較同公司開發的華康細明體也有差異，例如，「糹」的首筆（以楷書計算筆畫方式為準）在舊版新細明體的部分字中被調整為觸碰第二筆的樣式，第二筆的斷筆也被弱化。

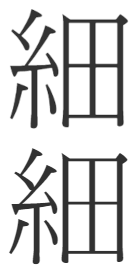
華康細明體與新細明體的對比

及至「新細明體更新套件」所發佈的細明體新版本5.03版起，改用了国字标准字体，如「音」、「意」、「竟」在5.03版起全部改為點。但這番改動，在美觀及字形正確性兩方面都遭到詬病。

## 問題

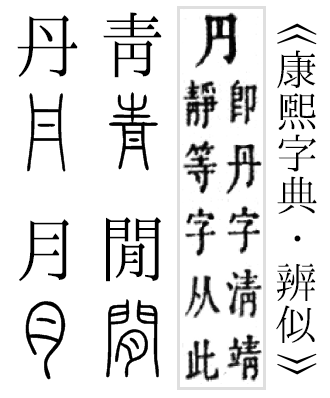
有國字標準字體的擁護者指責「青」字下部寫成「円」是「錯字」，但按照《康熙字典》，「青」正寫應從「円」，即「丹」的變體，並非國字標準字體依手寫體而規定的「月」。比較篆書中「青」字及下部從「月」的「閒」字，寫法差異十分明顯。

新細明體更新至5.03版後，由原來的傳承字形（舊字形）改爲国字标准字体，許多字都由在文字學上較符合字理、字源的寫法，改成字理、字源較薄弱的寫法，例如「靑」、「爲」、「朕」、「禮」、「讀」、「者」、「言」等字。因此，國字標準字形的學術正確性已遭詬病已久。而且新細明體這更新，並不是以另行增添一套「標宋體」的方式供用戶自行選擇，而是直接取代了原本的細明體，甚至還不容許用戶像Windows 95般自行設定系統字型，這等於剝奪了用戶的選擇權，無視不同用戶對字形寫法標準有不同需求或習慣，逼使不喜歡國字標準字體的用戶也得對着它。

簡化字「关」在「新細明體」（左）與「新宋體」（右）下的不同顯示。

另一方面，從臺灣国字标准字体的寫法來說，新細明體更新至5.03版後，「秣」字被指出是寫錯字（右旁本作「末」，但該版本右旁寫為「未」），台灣微軟於2008年10月8日在公開的媒體上承認其錯誤並進行修正。新細明體更新後至今，仍然一些不符合臺灣国字标准字体的地方，例如字形大小在17pt以下，“善”字中的“羊”字底部突出，穿進下方兩點之間，以及“卷”字則12及15pt，顯示左撇右點（此為舊字形寫法），但17pt以上不会，其他里面有“善”、“卷”字的字不会出现此问题。
新細明體更新至5.03版後，除了棄用傳承字形（舊字形），設計上亦有多番視覺缺陷、平衡問題等毛病，備受漢字設計和排印界批評。當中有支持者聲稱更新後的新細明體不醜，只是有些人把內文字型誤用於標題，甚至宣稱「沒有醜字體，只有用錯地方的字體」。另外，也有一些以「錯不在新細明體」為題的文章，主力指台灣人普遍對字體觀念薄弱，內文為整個明體平反，卻迴避探討新細明體在更新成国字标准字体後的問題。但字形設計師從字形、設計細節、排印效果的多角度反駁有關說法，論證「国字标准字体化」後的新細明體客觀上有甚麼變醜的地方。字型廠商文鼎更直斥：「本來是依照康熙字典寫法的本蘭明朝體，轉為微軟細明體，並延續 JIS 的印刷寫法，但在幾年前微軟 Vista 發表之後，在未告知大眾的情況下，將系統字新細明體改成教育部標準宋體寫法（在日本稱教育用寫法字體為學參用字），因此已失掉日本寫研本蘭明朝體的印刷字體之美，成為失去平衡的手寫筆法字體，印刷界相當排斥。」設計師甚至要求微軟改回 Windows XP 預載的、較美觀的、並未「国字标准字体化」的細明體版本。

## 商用爭議
根據微軟說明，微軟內建字形授權的種類有以下四種：
- 'Print and preview' fonts can be embedded in a document, provided the user reading the document cannot edit the content of the document.
- 'Editable' fonts can be embedded within content that can be edited by the user.
- 'Installable' fonts within a document may be permanently installed by the user reading the document or a client application. In practice, installable fonts are treated like editable fonts by most client applications.
- 'No embedding permissions' prevent fonts from being embedded in a document.

又根據新細明體字型所附的授權說明：
- You may use this font to display and print content as permitted by the license terms for the product in which this font is included. You may only （i） embed this font in content as permitted by the embedding restrictions included in this font; and （ii） temporarily download this font to a printer or other output device to help print content.

新細明體為Editable fonts（可以內嵌使用），且將字型用於一般創作或是進行印刷出版書籍等社會通常使用方式，依經濟部智財局說明，由於文字具有訊息傳達及溝通之高度實用性功能，如允許著作財產權人限制或禁止輸出字型軟體中之個別文字利用，顯不利於知識傳播與文化發展並不侵害著作權。
另外，威鋒數位對新細明體的聲明如下：
- 威鋒數位授權予微軟系統內建之字型（如新細明體、標楷體），其智慧財產權為本公司所有。
- 威鋒數位從未主動向使用者（包含網路創作者）收取內建於微軟系統中新細明體、標楷體的授權費用，無論是商用或非商用。
- 無論用途為商用或非商用，凡透過合法授權之微軟系統使用新細明體、標楷體，威鋒數位日後亦不會主動要求支付相關授權費用。但將字型直接取出搭載（內嵌）於非微軟系統之第三方軟、硬體中的以下情況除外，例如於各式嵌入式裝置、電子遊戲、APP、電子書，以及安裝於提供ASP（應用服務提供者）等網路服務伺服器等。（若對上述除外內容有所疑慮，請洽詢威鋒數位。）
- 凡使用華康字型（如華康少女文字、華康愛情體、華康新綜藝體等），期盼尊重智慧財產權，使用合法正版之字型。若有誤用之狀況，也期盼能進一步與威鋒數位（華康字型）聯繫取得合法授權。

## 預設字型變更
很长时间以来，新細明體一直是繁體中文版Microsoft Windows系统的默认字体。但是，对于电脑显示器来说，应该选择黑体（无衬线体）作为显示器字体，才有助于显示和阅读。微软已经在其操作系统Windows Vista和Windows 7中放弃使用新細明體作为默认字体，而改用“微軟正黑體”（Microsoft JhengHei，OpenType，檔案名msjh.ttf）。

## 替代方案
由國家發展委員會開發的全字庫正宋體與5.03版起的新細明體有極高的近似度，可作為商業上的代用，以避免爭議。惟免費的開放軟體通常需要加註來源，以全字庫為例，其授權條款採用政府資料開放授權條款-第1版，其授權方式為於公開發行、公開展示或加值使用時，應以適當方式標示或註明字型來源出處（即「中華民國國家發展委員會，CNS11643中文標準交換碼全字庫網站，http://www.cns11643.gov.tw」），以符合授權條款的「顯名聲明」，未盡顯名標示義務者，視為自始未取得開放資料之授權。
全字庫正宋體依從國字標準字體，並不能作為「新細明體更新套件」發佈前，那種依傳承字形（舊字形）的舊版細明體的替代方案。

## 版本
- 1.00：包含在正體中文版的Windows 3.1
- 2.00：包含在Windows 95
- 3.00：包含在Windows 98 和 Microsoft Office 2000
- 3.00, Second Release：包含在 Windows 2000（加入歐元符號〔€〕）
- 3.21：包含在Windows 2000 SP4／Windows XP（支援中日韓統一表意文字／Unicode 2.0）
- 4.55：包含在Microsoft Office for Mac 2004 、 Microsoft Office for Mac 2008 和 Microsoft Office for Mac 2011
- 5.03：新細明體更新套件（支援中日韓統一表意文字／Unicode 3.1），字形寫法大幅改變，卻仍使用「細明體」及「新細明體」的名稱
- 6.02：包含在Windows Vista／Windows Server 2008（支援中日韓統一表意文字／Unicode 5.0）
- 6.90：支援ISO 10646:2003 Windows XP字形集及繁體中文支援修正1 （页面存档备份，存于）
- 7.00：包含在Windows 7／Windows Server 2008 R2
- 7.01：包含在Windows 8
- 7.02：包含在Windows 10
- 7.03：包含在Windows 10／Windows 11
- 7.10／8.10（ExtB）—— 包含在 Windows 11 24H2，加入澳門增補字符集

## 參看
- 新細明體更新套件
- 明體
- 標楷體
- 新宋體
- 國字標準字體

## 外部連結
- 細明體在Microsoft Typography的記錄 （页面存档备份，存于）